# Arborfield Garrison
Arborfield Garrison är en by i Wokingham distrikt i Berkshire grevskap i England. Byn är belägen 9,1 km 
från Reading. Orten har 2 927 invånare (2015).